# カーチャ・リチョワ
カーチャ・リチョワ (ロシア語: Лычёва, Екатерина Александровна) (1974年6月10日-) は1986年にソビエト連邦の子供親善大使としてアメリカ合衆国へ行った少女。ソ連の子供向け映画にもいくつか出演した。

## 米国への親善訪問
1983年、米ソ対立により国際的な緊張が高まる中、アメリカメイン州に住む11歳の少女サマンサ・スミスが、史上最年少の親善大使としてソビエトを訪れ大きな注目を集めた。リチョワの米国訪問はこれに対するソ連のお返しであった。6000人の子供達の間から選ばれたのがカーチャ・リチョワである。11歳のアメリカの少女スターロウと共に、ニューヨーク、ロサンゼルス、ワシントンD.C.など全米各地の都市を訪問した。また、アメリカで出来たばかりであるマクドナルドをソ連人で初めて食べたのがカーチャ・リチョワであった。宿泊の際、「ロッキー4」というアメリカがソ連を格闘で倒すという映画があるのだがそのあまりにも悲惨さに泣き出し、布団に引きこもる。リチョワは訪れた都市の市長に会い、ワシントンではロナルド・レーガン大統領とも面会した。後に、彼女の旅について書かれた本、カーチャ・リチョワのアメリカ旅行が出版された。

## カーチャ・リチョワのアメリカ旅行
実際にマクドナルドに行った時のリチョワの回想。
その日はマクドナルドで昼食を食べました。これは小さなレストランを経営する有名な会社だとすでに聞いています。入り口で私たちは、大きな赤いかつらをかぶった笑顔のピエロに迎えられました。すぐにサーカスにいるような気分になりました。そして実際、私たちが中に入ると、すべてが楽しいパフォーマンスのようでした。スターと私が料理に名前を付けると、特別な機械から魔法のように料理が現れました。確かに、料理の名前は私にとっては初めてで、私自身も何を注文しているのか分かりませんでした。しかし、結局すべてがとても美味しかったです。ピエロは私たちをテーブルに座らせ、ビッグマックとクリスピーポテトというとても美味しそうなサンドイッチを持ってきてくれました。サンドイッチを食べてみたかったのですが、口に運ぶたびにカメラのパチパチという音とフラッシュが鳴り響き、食欲をそそって食べるのは不可能でした。ビッグマックは味が変だったので食べなかったのですが、フライドポテトは大好きなので、記者たちの話も聞かずに全部食べてしまいました。
ロッキー4を見た時の回想。
寝る前に少し時間があったので、母と私は部屋で有料テレビのチャンネルをつけて、アメリカ映画『ロッキー4』を見ました。番組では、これはソ連のボクサーについての映画だと紹介されていました。9日間アメリカを旅行した後、私はすでにホームシックにかかっていて、ソ連の人々について何か知りたかったのです。ソ連のボクサー役を演じた俳優の残忍な顔つきに最初は怖くなり、映画の中で彼がリング上でアメリカの黒人選手を殺した場面では、寝室に駆け込み、ベッドに身を投げ出して泣きました。この映画が私たちの国をこれほどまでに虚偽かつ残酷に描いていることに腹を立てたのです…。翌日、あるテレビのインタビューで私はこう言いました。「アメリカのテレビで放映されている『ロッキー4』には、ソ連についての真実は一言も出てきません。ソ連の人たちはそんな顔さえしていない。この映画を作った大人達を恥ずかしく思います。私たち国民への憎悪を煽る者こそが、地球上の平和の第一の敵であることを私は悟ったのです。
レーガン大統領にあった時の回想。
レーガン氏が現れ、手を差し伸べ、ホワイトハウスで私に会えてとても嬉しいと言った。私は彼にそのおもちゃを手渡し、それは私たち国民全員と同じように平和を望んでいるソ連の人たちによって作られたものだと説明しました。そして彼女は言いました。「地球上に核兵器がある限り、子どもたちは平和に暮らすことはできないと思います。それに、私が大人になる前に地球上のすべての核兵器を廃棄するという私たちの国の提案があるのも知っています。それが実現したらいいのに。そうすれば子どもたちはみんな幸せになれるでしょう。」レーガン氏は、自分はもう子供ではないが、平和を夢見ていると答え、地球上に核兵器が残らないように全力を尽くすと約束した。彼は母と私がアメリカで楽しい時間を過ごせるよう願った。「Children as Peacemakers（子どもたちを平和の使者とする）」のバッジを付け、私はまた、映画界で働いていた頃のことを書いた「Screen for Children（子どもたちのためのスクリーン）」という雑誌を大統領に贈りました。私は雑誌を開き、写真を指差して言いました。「これもあなたに贈ります。私です。」

## 映画への出演
リチョワはソ連で作られた、5本の子供向け映画に出演した。